# Аффлер
Аффлер (нім. Affler) — громада в Німеччині, розташована в землі Рейнланд-Пфальц. Входить до складу району Бітбург-Прюм. Складова частина об'єднання громад Зюдайфель.
Площа — 1,99 км2. Населення становить 25 ос. (станом на 31 грудня 2020).